# Paninjau
Paninjau is een bestuurslaag in het regentschap Bengkulu Utara van de provincie Bengkulu, Indonesië. Paninjau telt 2062 inwoners (volkstelling 2010).